# Gruzinci
Gruzinci, znani tudi kot Kartvelci (gruzinsko ქართველები), so kavkaški narod, ki živi v Gruziji. 